# Rod Evans
Pour les articles homonymes, voir Evans.
Rod Evans, né le 19 janvier 1947 à Slough, est un chanteur britannique, connu principalement pour avoir été le premier chanteur du groupe de hard-rock Deep Purple.

## Biographie
Roderick Evans est né en Écosse, mais sa famille s'installe peu après à Slough, dans la banlieue de Londres. 
Il commence sa carrière musicale en 1965 au sein du groupe The Horizons, rebaptisé par la suite The MI Five, puis The Maze, qui publie quelques singles en 1966-1967. 
En mars 1968, il rejoint le supergroupe Roundabout en même temps que le batteur des Maze, Ian Paice. Roundabout, rebaptisé Deep Purple peu après, enregistre trois albums avec Evans au chant et connaît le succès aux États-Unis avec sa reprise de Hush de Joe South. Il est renvoyé en 1969 et remplacé par Ian Gillan.
Deux ans plus tard, il fonde Captain Beyond avec le batteur Bobby Caldwell qui avait joué avec Johnny Winter et les ex-Iron Butterfly, le guitariste Larry Reinhardt et le bassiste Lee Dorman, ainsi que le claviériste Lewie Gold. Ils enregistrent trois albums avant de se séparer en 1977. Sur le 3e album Down Explosion Rod Evans est remplacé par Willy Daffern.
Après s'être reconverti dans la médecine, Rod Evans est tiré de sa retraite musicale en 1980 pour monter un « faux Deep Purple », composé de musiciens américains inconnus. Ce groupe n'existe que quelques mois avant qu'une décision de justice ne lui interdise d'utiliser le nom de Deep Purple.
Depuis ce retour musical raté, nul ne sait ce qu'est devenu Rod Evans, ni même s'il est encore en vie. Le 8 avril 2016, Deep Purple est intronisé au Rock and Roll Hall of Fame : Rod Evans est récompensé en même temps que Ritchie Blackmore, Ian Gillan, Ian Paice, Roger Glover, David Coverdale, Glenn Hughes et Jon Lord à titre posthume. Cependant, Rod et Ritchie ne sont pas présents à la cérémonie.

## Discographie

### The MI Five / The Maze[2]

#### Singles
- 1966 : You'll Never Stop Me Loving You / Only Time Will Tell
- 1966 : Hello Stranger / Telephone
- 1967 : Aria del Sud / Non fatemi odiare (uniquement en Italie)
- 1967 : The Maze (EP, uniquement en France)
- 1967 : Catteri, Catteri / Easy Street

### Deep Purple

#### Albums studio
- 1968 : Shades of Deep Purple
- 1968 : The Book of Taliesyn
- 1969 : Deep Purple

#### Albums live
- Inglewood – Live in California (2002)
- BBC Sessions 1968–1970 (2011)

#### Compilations
- Purple Passages (1972), US#57
- Mark I & II (1973)
- When We Rock, We Rock, and When We Roll, We Roll (1978)
- The Anthology (1985), UK#50
- The Deep Purple Singles A's and B's (1993)
- Smoke on the Water: The Best Of (1994)
- 30: Very Best of Deep Purple (1998), UK#39, UK:Silver
- Shades 1968–1998 (1999)
- The Very Best of Deep Purple (2000), UK: Gold
- Listen, Learn, Read On (2002)
- The Early Years (2004)
- The Platinum Collection (2005), UK#39
- Deepest Purple: The Very Best of Deep Purple 30th Anniversary Edition (2010)

#### Singles
- Hush (1968), US#4
- Kentucky Woman (1968), US#38
- River Deep – Mountain High (1969), US#53
- Emmaretta (1969), US#128

#### DVD
- History, Hits & Highlights '68–'76 (2009)

### En solo[3]
- 1971 : Hard to Be Without You / You Can't Love a Child Like a Woman

### Captain Beyond

#### Albums studio
- 1972 : Captain Beyond
- 1973 : Sufficiently Breathless
- Dawn Explosion (1977)

#### EP
- 2000  : Night Train Calling

#### Albums live
- Live In Texas October 6, 1973 (2013)
- Live Anthology Official Bootleg (2013)
- Live in Montreux (2016)

#### Compilations
- 2007  : Lost & Found 1972-1973